# Rock Steady Crew
Rock Steady Crew är en amerikansk breakdance- och hiphopgrupp främst känd för sin hit "Hey You, The Rock Steady Crew" från 1984.

## Historik
Rock Steady Crew (RSC) startades i stadsdelen Bronx i New York 1977 av de två breakdance-avantgardisterna Jimmy D och Jojo. För att få bli en del av gruppen var man tvungen att vinna en breakdance-battle mot någon redan etablerad medlem i gruppen. Breakdance, som sedan dess har blivit en etablerad subkultur, var under det sena 1970-talet fortfarande ett relativt okänt fenomen utanför New York. I New York tävlade dock de olika breakdance-grupperna mot varandra och stor betydelse lades vid vilken stadsdel man kom ifrån. Under 1979 hamnade breakdance-scenen i New York i kris. Antalet utövare blev allt färre och det drabbade även RSC. Genom tillskottet av medlemmarna Crazy Legs och Lenny Len, vilka ansågs vara nyskapande talanger inom genren, lyckades RSC både förhindra en upplösning av den egna gruppen och väcka liv i hela New Yorks breakdance-scen.
Crazy Legs bodde dock i Manhattan och åkte till Bronx varje veckoslut för att delta i gruppen. Han tyckte efterhand att det blev alltför dyrt att resa mellan platserna och hade dessutom börjat undersöka hiphopscenen på Manhattan. Så småningom vaknade tanken på att starta en egen hiphopgrupp i Manhattan. På förslag av sin kusin Lenny Len gick han istället med i Rockwell Association, en av Rock Steadys motståndare i breakdancens stadsdels-battles. Efter ett samarbete med RSC ombildades dock Rockwell Association till ett slags Manhattan-filial till RSC och gruppen fanns nu både i Bronx och på Manhattan.
1981 kom det verkliga genombrottet för RSC. I augusti 1981 deltog de i ett performance-event i New York som uppmärksammades av såväl den lokala New York-televisionen som de stora New York-tidningarna, bl.a.  The New York Times. Eventet bestod av ett battle mot de andra breakdance- grupperna i New York. Crazy Legs väckte störst uppmärksamhet på eventet och gjordes på grund därav till President för hela RSC.
Under vintern 1982 bjöds RSC in för att uppträda på nattklubben Ritz samma kväll som Afrika Bambaataa. Efter framträdandet erbjöds och accepterade RSC inträde Afrika Bambaataas breakdance-sammanslutning Zulu kings. 
Efter en världsturné 1983 fick RSC ett skivkontrakt på den brittiska etiketten Charisma Records och året därpå släppte de såväl en skiva som flera singlar. Deras mest kända singel "Hey You, The Rock Steady Crew" från 1984 sålde snabbt guld. Medlemmarna i RSC fick dock inte särskilt stort ekonomiskt utbyte av framgången. Deras bristande kunskaper om musikbranschen och deras dåliga förhandlingsförmåga ledde till att Charisma Records lade beslag på alla intäkter. När Charisma Records senare lades ner såldes gruppen till Virgin Records vilket skapade ytterligare friktion bland medlemmarna. Gruppens musicerande lades då på is till förmån för andra projekt, framförallt breakdance.
Gruppen har inte gett ut några fler skivor sedan dess men engagerat sig i många andra projekt. Bl.a. har de arbetat mycket med olika projekt för ungdomar i New York, inte minst i Bronx. Crazy Legs är fortfarande ordförande för gruppen men idag finns filialer till gruppen i de flesta större städer i USA såsom Las Vegas, Miami och Los Angeles och t.o.m. i Japan (Rock Steady Crew Japan), Storbritannien och Italien. New Yorks borgmästare Michael Bloomberg utsåg den 26 juli 2003 till Rock Steady Crew Day.

## Lista över medlemmar

### Före 1991
| - Jimmy D - Jojo - Crazy Legs - Cucumber - Lenny Len - Frosty Freeze - Take One - Little Crazy Legs - Ken Swift - Easy Mike - P-Body 170th | - Jimmy Lee - Nut Blaster-1 - Chrome - Boo-Ble - Pauly - Lime-5 - Rubberband - Ain-yuc - l-Mack (Weebles) - Doctor Ace - Slick Rick | - Popeye - Buck 4 - Trace 2 - Trac 2 - Rim 180th - Tito 183rd - Me 2 - Green Eye Joe - Braces - C.N. - Les | - Angel Rock - Bon 5 - Kippy Dee - Baby Love - Mr. Freeze - Pee-Wee - Kuriaki - Sou - Doze |

### Efter 1991
| - Crazy Legs - Pop Master Fabel - Mr. Wiggles - Tony Touch - Q-Unique - Ken Swift - DJ Q-Bert - Fast Feet - Mix Master Mike - DJ Apollo - Rakaa - Cucumber Slice - Bonz Malone - Easy Rock - East3 - Armani - Sugar Pop - Mr. Freeze - Fever 1 | - Sweepy - DJ Charlie Rock - Smerk - Heps Fury - Floor Rock - Quiet Riot - Koolski - Jeromskee - Rahzel - DJ JS1 - Rhettmatic - Flea Rock - Servin Ervin - Denote | - Unico - Shonn Boogz - T-Rock - DJ Eclipse - Tuff Tim Twist - Evil Dee - Artson - Double T - Renegade - Mega - Jeskilz - Mari - Teknyc - DJ Wobbles | - Ynot - Venum - Luigi - Masami - ATS - J Roc - Skeme Richards - Smooth - Bonita - DV One - DJ Presto One - Mad Child - DJ P - Flowmaster - Zero-T |

### 2020
| - Crazy Legs (President) - YNot (Senior Vice President) - Feenx (Junior Vice President) - Mr Wiggles - Q-Unique - Tony Touch - Skeme Richards - DJ Eclipse - DJ JS 1 - DStroy - Joe Conzo | - Rakaa Iriescience - Rich Medina - Bobbito - EZ Mike - Jazzy Jes - Leva57 - DV 1 - Seb - Shadoe - Abramz - Bailrok | - Youtee - Masami - Lea Maxwell - Varisa - MyVerse - KaoticBlaze - Ian Eastwood - Bonita - 2cci - Jansy - Reimi | - Armani - Sweepy - Fever1 - Jeromskee - Velcro - Angel De Leon - ATS - Hano - G-Bo |

## Diskografi

### Album
- "Ready For Battle" - 1984

#### Låtar på "Ready For Battle"
1. "Uprock"  – 5:10
2. "Me And Baby Brother"  – 4:11
3. "She's Fresh"  – 4:02
4. "B-Boys B-Girls"  – 4:49
5. "It's Just Begun"  – 4:38
6. "(Hey You) The Rock Steady Crew"  – 5:25
7. "Digital Boogie"  – 5:49

### Singlar
- "(Hey You) The Rock Steady Crew" - 1984
- "She's Fresh" - 1984
- "Uprock" - 1984
- "Used to Wish I Could Break With Rock Steady" - 2000
- "Hey You" - 2007

## Filmografi
- 1982 – Wild Style
- 1983 – Style Wars
- 1983 – Flashdance
- 1984 – Beat Street